# Xestia pancta
Xestia pancta är en fjärilsart som beskrevs av Rudolf Püngeler 1906. Xestia pancta ingår i släktet Xestia och familjen nattflyn. Inga underarter finns listade i Catalogue of Life.